# 師匠シリーズ
『師匠シリーズ』（ししょうシリーズ）は、ウニ（毛虫グレート）によるオカルト連作短編小説。同人誌、pixiv、カクヨムで更新中。2ちゃんねるのオカルト板への2003年の投稿から始まった。自身をモデルにした「語り部」が大学で出会った「師匠」と呼ばれる先輩とのオカルト体験を描く。作品はネットにて公開したものについては商業利用以外の2次使用および拡散が認められており、まとめサイトなどで閲覧が可能となっている。
2ちゃんねるのオカルト板「死ぬほど洒落にならない怖い話を集めてみない?」（通称「洒落恐」）に投稿された当初は、投稿者（ウニ）が体験した実話のように綴られていたが、投稿が進むにつれてオカルト、SF要素の強まった創作連作のように形態が変化していく。主人公である「語り部（俺）」の他、「師匠」の追想など、多くの登場人物の視点から描かれるオムニバス形式の小説で、発表順と時系列が食い違っており、その話の語り手の年齢や学年、季節などから時系列を確認できる。「俺」が出会った「師匠」との話は、「師匠」の失踪という形で終わってしまったが、二人が出会う前から始まっていた師子相伝とも言える心霊体験や師弟関係は、「俺」や後輩達にも代替わりで引き継がれていく。
書籍は双葉社により2014年に発売。またコミカライズはそれに先立ち2013年から行われた。さらに2015年に株式会社素浪人等によるプロジェクトが立ち上がり、映画、テレビアニメ、テレビドラマが製作される予定であったが、実際には公開に至っていない。ラジオドラマのみは2016年と2017年の8月にJFN系列にて特番として放送することができた。なおこれら作品のイメージキャラクターには高杉真宙が抜擢され、プロモーションアニメで「俺」役を演じた。アニメ部分はぴえろプラスが制作した。
2021年9月に新作朗読劇「丘陵研究会へようこそ」のライブ配信が開始された。朗読劇については途中で中断されたが、同人誌の発行やカクヨムへの投稿の形で続きも含めて公開されている。
2024年12月から言霊堂による公開済のエピソードのラジオドラマ化とウェブサイトを通じての販売が開始された。

## キャラクター

### 主人公
俺（僕）
声 - 高杉真宙（JFN2016年）・阪本奨悟（JFN2017年）、粕谷雄太（言霊堂）
この物語の語り部で、作者のウニ。地方大学の一回生として登場。多少ながら霊感の持ち主。
1997年に大学に入学した際、なんとなく入ったサークルで心霊体験を話しているところ、「師匠」に見いだされ、彼のオカルト道の弟子となる。彼に巻き込まれる形で多くの心霊体験を繰り返し、そんな日々を大学三回生の秋まで続けていた。その時に師匠が失踪した後からは大学生活を持ち崩し、自堕落な生活をして六回生まで在籍していた。四回生の頃に音響に弟子入りされ、三代目の師匠になる。
師匠
声 - 関智一(JFN)、石谷春貴（言霊堂）
1997年当時、「俺」の通う大学の大学院一回生（2留）だった男。強い霊感を持つ、オカルトマニア。専攻は仏教美術。居合道を嗜んでいるが、喧嘩は弱い。のちに大学の図書館司書職に就職。
周囲から奇怪な噂が立つ変人で、「俺」を春の入学早々にオカルト道に引き入れ、二代目の師匠となる。当時の自称は俺だったが、夏に体調を崩してから僕と呼び方が変わった。
時を経るにつれ精神にも変調をきたすようになり、「俺」が大学三回生の時に失踪する。失踪することは投稿当初から明示されていた。「師匠から聞いた話だ」で始まるエピソードは、過去に浦井加奈子の弟子であった時の追想である。その頃も自分を僕と呼び、彼女に異性として強い好意を抱いていた。
小川冬馬　
声 - 大塚龍之介（朗読劇）
小川調査事務所の小川所長の息子「トーマ」として登場。しかし、旧姓は黒谷で、戸籍上は夏雄の弟ということになっていた。7歳の少年だった頃、小川宅で出会った「師匠」に養子であることが明かされた。養父の小川は後にタカヤ総合リサーチに復帰して所長となり、服部調査事務所のオーナーも兼務するようになった。
2004年に大学に 童貞のまま入学すると、音響部長の ハニートラップにより強引に「丘陵研究会」（オカ研）に入部させられる。初めは嫌々だったが、段々と母親から受け継いだ強大な霊感と父親に鍛えられた空手の腕を生かして活躍するようになる。同学年の部員である音田七緒とはなかなか打ち解けられないでいる。

### 主要人物
京介（山中ちひろ→多田ちひろ）
声 - 斎賀みつき（言霊堂）
ネットのオカルトフォーラムの住人。まひろという双子の妹がいる。氷室京介の大ファンなので、「京介」をハンドルネームにしている。倉野木綾と親しい。果断な性格で、機転も利き、オカルトフォーラムでのトラブルを現場で解決することも多い。気が強く、「師匠」とは犬猿の仲である。
女子高生だった頃からの多くの心霊体験を「俺」に語っている。特に同級生で黒魔術の使い手である間崎京子との関わりについては、後に「俺」をも巻き込むに至った。煙草を吸ったり、教師に反発するなどの一方で、いじめを許さないなど正義感も強かった。
男から見てもカッコよい女性であり、「俺」の想い人だったが、とある事件をきっかけに遠方に移り住み、結婚して一児を授かった。
音響（音田響花）
声 - まこと（JFN）、小日向茜（朗読劇）
オカルトフォーラムの住人で「音響」はハンドルネーム。「俺」と出会った時はゴスロリ趣味の中学生だったが、高校生の時に「俺」の弟子になり、「俺」の通う大学にも進学した。語学堪能な帰国子女であり、二回生の時にミスキャンパスに選ばれたほどの美貌の持ち主である。
三回生の時に大学公認サークル「丘陵研究会」（オカ研）を設立した。自身の妹の音田七緒や弓使いの娘の小路小熊といった霊感の強い部員達を集めてなにやらあやしい活動をしている。更に冬馬も弟子に取り、四代目の師匠になる。服部調査事務所からのオカルト案件の報酬や地元大企業角南グループ会長からの援助をサークルの活動資金に充てている。
浦井加奈子
声 - 朴璐美(JFN)、日野まり（言霊堂）
「師匠」にとっての師匠であり、シリーズ全体では初代の師匠。同じ大学の先輩で、目元に傷がある男勝りの美女。霊感が強く、博識である一方で、空気を読まず、不要な波風を立ててしまうところは、「俺」から見た「師匠」の人物像に通じるものがある。
とある小さな「小川調査事務所」という興信所で、心霊絡みの事件（通称「お化け」）の調査を行うアルバイトを、「師匠」とともに行っていた。
「ナイト・セル」という細胞が発光する特異体質とともに、不死身めいた治癒能力を持っていたが、「俺」が「師匠」と出会った頃にはすでに故人である。二十代半ばだが、十年近く前に子供をふたり出産していることが示唆されており、最終的な死因は不明だがそれによって寿命を縮めていたらしい。
黒谷夏雄
寺の住職の息子である、首にドラゴンのタトゥーを入れている大男。「強姦殺人前科一犯って感じの顔」と評される凶相で、MCDというバンドでドラマーを務めている。
加奈子の二つ年下で、「師匠」の前の加奈子の相棒だった。「師匠」が一方的に恋敵と認定して敵視している相手でもある。ぶっきらぼうな性格だが基本的に「師匠」と加奈子の味方である。
戸籍上は妹とされている秋奈（アキ）を大切にしている。
倉野木綾
声 -田野アサミ(JFN)、 千菅春香（言霊堂）
「師匠」の彼女。1997年当時、大学三回生。たまに予知夢を見るらしい。「茅野歩く」「カヰ・ロアノーク」のペンネームを持ち、オカルトネットフォーラムにも出入りしていた。
とある時点で「師匠」と別れ県外に就職したが、その同級生のなかで唯一音信不通になってしまう。自らの死期も予知していた。

## 漫画

### 片山愁版
片山愁の作画により、『ヤングキングアワーズ』（少年画報社）にて、2013年12月号から2018年5月号まで連載。2018年9月号に掲載された『師匠シリーズ ～迷離都市～』については、同人版や電子版では外伝と改題された。

### 高内優向版
『師匠シリーズ 〜師匠と僕と〜』（ししょうシリーズ ししょうとぼくと）のタイトルで高内優向が作画を担当。『月刊ヤングキングアワーズGH』（同社）にて、2014年12月号から2017年2月号まで連載。こちらは登場人物を二頭身のキャラクターにしたコミカル色の強い作風となっている。

## 書誌情報

### 同人誌
- ウニ（作家）、海栗（発行サークル）
  1. 師匠シリーズ （2011年8月13日、コミックマーケット80初出）
  2. 師匠シリーズの2 （2011年12月31日、コミックマーケット81初出）
  3. 師匠シリーズの3 （2012年8月11日、コミックマーケット82初出）
  4. 師匠シリーズの4 （2013年1月6日、COMIC CITY大阪92初出）
  5. 師匠シリーズの5 （2013年12月31日、コミックマーケット85初出）
  6. 師匠シリーズの6 （2015年12月31日、コミックマーケット89初出　表紙：碧風羽[16]　イラスト：石黒正数、片山愁、高内優向、綿貫芳子）
  7. 師匠シリーズの7 （2016年12月31日、コミックマーケット91初出　イラスト：石黒正数）
  8. 師匠シリーズの8 （2017年12月29日、コミックマーケット93初出）
  9. 師匠シリーズの9 （2018年8月10日、コミックマーケット94初出　表紙：高内優向[17]）
  10. 師匠シリーズの10 （2018年12月31日、コミックマーケット95初出　表紙：高内優向[18]。）
  11. 師匠シリーズ　丘陵研究会へようこそ （2023年12月30日、コミックマーケット103初出）
  12. 師匠シリーズ　丘陵研究会へようこそ２（2024年8月12日、コミックマーケット104初出）
  13. 師匠シリーズ　丘陵研究会へようこそ3（2024年12月30日、コミックマーケット105初出）
  14. 師匠シリーズ　合本版　丘陵研究会へようこそ1＆2（2025年6月28日、ウニ＋136 トークショー&サイン会2025初出）
  15. 師匠シリーズ　丘陵研究会へようこそ4（2025年8月17日、コミックマーケット106初出）

### 単行本
- ウニ『師匠シリーズ』（双葉社） 表紙イラスト：綿貫芳子
  1. 師事 （2014年1月21日発売） ISBN 978-4-575-23848-8
  2. 4つの顔 （2014年5月28日発売） ISBN 978-4-575-23861-7

### コミック
- ウニ（原作）、片山愁（作画）『師匠シリーズ』（ヤングキングコミックス）、全7巻
  1. 師事 （2014年5月30日発売） ISBN 978-4-7859-5300-3
  2. 黒い手 （2015年2月28日発売） ISBN 978-4-7859-5486-4
  3. 花 （2015年9月30日発売） ISBN 978-4-7859-5633-2
  4. 人形 （2016年7月30日発売） ISBN 978-4-7859-5827-5
  5. デス・デイ・パーティ （2017年3月30日発売） ISBN 978-4-7859-5982-1
  6. 四つの顔 （2017年9月30日発売） ISBN 978-4-7859-6090-2
  7. 失踪 （2018年7月30日発売） ISBN 978-4-7859-6251-7
- ウニ（原作）、高内優向（作画）『師匠シリーズ 師匠と僕と』（ヤングキングコミックス）、全1巻
  1. （2017年3月30日発売） ISBN 978-4-7859-5983-8
- ウニ（原作）、片山愁（作画）『迷離都市～師匠シリーズ外伝～』全1巻
  1. （2019年2月10日発売）ASIN B07NDQHWN1

## ラジオドラマ

### FM(JFN)
2016年8月にJFN各局にて50分の特番が放送された。番組は「三人目の大人」「黒い手」「貯水池」のオムニバスドラマ全3話で構成された。出演は上記の他に稲川淳二（本人役）、比企理恵（前田先生役）、鶴見辰吾（ストーリーテラー）。監督・脚本は清水厚が担当した。翌年にCDも発売された。
サウンドドラマCD『師匠シリーズ~あの夏の日より~』（2017年、ELEC RECORDS）
2017年8月には「依頼」「もういいかい」「人斬り刀」「エピローグ」「歩くさん」の５話で構成された55分番組『師匠シリーズ2017』が放送された。鶴見辰吾は小川所長役で出演した。
映像化の企画を担当した株式会社素浪人もこれらのドラマへの制作協力をしている。

### ネット配信（言霊堂）
2024年12月に株式会社言霊堂からネットサービスBOOTHを通じ、音声作品として「師事（再生）」「依頼」の２話がウニからのテキストメッセージを添付して販売された。出演は上記の他に後藤麻衣（依頼人）、136(小川所長)。
2025年4月には「四つの顔」「歩くさん」「魚」が販売された。出演は上記の他に山口キヨヒロ(山下)、伊藤かな恵 (沢田)、後藤麻衣 (みかっち )、日野まり (マンション管理人)。
イラストは片山愁。
2025年6月28日にCDも発売された。
師匠シリーズ　ラジオドラマvol.1&2（2025年　言霊堂）

## 丘陵研究会へようこそ

### 丘陵研究会へようこそ
2021年9月からツイキャスによりライブ配信されている全8幕の朗読劇。制作事務局はKOKOLIVEに置かれている。キャラクターデザインとイラストは阜サツキ(Dirge)が担当している。
4代目師匠「音響」と「小川冬馬」達メンバーが大学サークル『丘陵研究会』（オカ研）にて繰り広げる物語。2004年が舞台だが、過去の登場人物や事件についても語られる場面がある。
2022年1月までに第7幕までが2回に分けて上演された。第4幕までについてはファンティアの「師匠シリーズ『丘陵研究会へようこそ』ファンクラブ」サイトにて録画が販売もされていた。2022年2月から3月までウニが体調不良になったことにより、5月に上演される予定だった最終幕は延期となっている。
脚本はウニによる書き下ろしだったが、後にノベライズも第７幕までの配信済分と配信されていない続編が４冊の同人誌の形で発行されている。また小説投稿サイトのカクヨムにも加筆修正の上で投稿されている。

### 丘陵研究会の日常
原作者ウニによる書き下ろしのサイドストーリー。ファンティアの「師匠シリーズ『丘陵研究会へようこそ』ファンクラブ」サイトに、2021年10月1日から2022年3月まで12話が投稿された。その後は未投稿分を含めて4冊の同人誌に掲載されている。また小説投稿サイトのカクヨムにも再投稿されている。